# Agatha and the Midnight Murders
Agatha and the Midnight Murders es una película dramática televisiva británica de historia alternativa de 2020 sobre la escritora de crimen Agatha Christie. La película se estrenó en Channel 5 en el Reino Unido el 5 de octubre de 2020, y en PBS en los Estados Unidos el 25 de mayo de 2021. Fue dirigida por Joe Stephenson.

## Sinopsis
Christie tiene problemas para cobrar las regalías estadounidenses por sus obras publicadas. Por lo tanto, en un intento por realizar una venta privada en efectivo de un manuscrito, decide matar a su personaje más famoso, Hércules Poirot. Contrata a un hombre de mala vida para que la acompañe como guardaespaldas por una parte del precio. La acción se desarrolla en un hotel donde Christie espera completar la transacción. Christie y su guardaespaldas se encuentran con los posibles compradores y con un variado grupo de huéspedes del hotel. El suspenso aumenta a medida que se producen una serie de asesinatos en el hotel.

## Reparto
- Helen Baxendale como Agatha Christie
- Blake Harrison como Travis Pickford
- Jacqueline Boatswain como Audrey Evans
- Gina Bramhill como Grace Nicory
- Daniel Caltagirone como Eli Schneider
- Thomas Chaanhing como Frankie Lei
- Scott Chambers como Clarence Allen
- Vanessa Grasse como Nell Lewis
- Jodie McNee como PC O'Hanauer
- Elizabeth Tan como Jun Yuhuan
- Morgan Watkins como Rocco Vella
- Alistair Petrie como Sir Malcolm Campbell

## Producción
El rodaje tuvo lugar en Malta, al mismo tiempo que Agatha and the Curse of Ishtar.